# Team Vorarlberg
El Team Vorarlberg (código UCI: VBG) es un equipo ciclista profesional austriaco de categoría Continental que participa en el UCI Europe Tour.
Fue creado en 1999 bajo el nombre de ÖAMTC Volksbank-Colnago como equipo amateur hasta que ascendió al circuito profesional en 2002. Durante los años 2006-2010 estuvo una categoría superior, Profesional Continental, con lo que tuvo acceso el calendario de máxima categoría del UCI ProTour y UCI World Calendar. Sin embargo, en 2010 tuvo unos problemas económicos que acarreraron que no se adhiriese al pasaporte biológico teniendo vetada su participación en esas carreras de máximo nivel y posteriormente fueron suspendidios temporalmente por problemas financieros. Lo que acarreó su descenso de categoría.

## Material ciclista
El equipo utiliza bicicletas Corratec. Anteriormente (hasta el 2006) utilizó bicicletas Ideal.

## Sede
El equipo tiene su sede en Rankweil (C/ Langgasse 108 6830).

## Clasificaciones UCI
La Unión Ciclista Internacional elaboraba el Ranking UCI de clasificación de los ciclistas y equipos profesionales.
A partir de 1999 y hasta 2004 la UCI estableció una clasificación por equipos divididos en tres categorías (primera, segunda y tercera). La clasificación del equipo y su ciclista más destacado fue la siguiente:
| Año  | Categoría | Clasificación por equipos | Mejor corredor en la clasificación individual | Posición |
| 2002 | Tercera   | 6.º                       | Martin Fischerlehner                          | 573.º    |
| 2003 | Tercera   | 4.º                       | Jure Golčer                                   | 260.º    |
| 2004 | Tercera   | 6.º                       | Harald Morscher                               | 407.º    |

A partir de 2005 la UCI instauró los Circuitos Continentales UCI, donde el equipo está desde que se creó dicha categoría, registrado dentro del UCI Europe Tour. Estando en las clasificaciones del UCI Europe Tour Ranking, UCI Asia Tour Ranking así como en la global de los equipos Profesionales Continentales adheridos al pasaporte biológico que hubo solo en 2009 llamada PCT Biological passport. Las clasificaciones del equipo y de su ciclista más destacado son las siguientes:
| Temporada                      | Clasificación por equipos | Mejor corredor en la clasificación individual | Posición |
| 2005 (Europe Tour)             | 58.º                      | René Weissinger                               | 96.º     |
| 2005-2006 (Europe Tour)        | 66.º                      | Harald Morscher                               | 287.º    |
| 2006-2007 (Europe Tour)        | 47.º                      | Florian Stalder                               | 126.º    |
| 2007-2008 (Asia Tour)          | 37.º                      | Pascal Hungerbühler                           | 65.º     |
| 2007-2008 (Europe Tour)        | 48.º                      | Andreas Diatziker                             | 159.º    |
| 2008-2009 (Europe Tour)        | 58.º                      | Sebastian Siedler                             | 134.º    |
| 2009 (PCT Biological passport) | 17.º                      | -                                             | -        |
| 2009-2010 (Asia Tour)          | 53.º                      | René Weissinger                               | 270.°    |
| 2009-2010 (Europe Tour)        | 67.º                      | Josef Benetseder                              | 398.º    |
| 2010-2011 (Asia Tour)          | 49.º                      | René Weissinger                               | 216.º    |
| 2010-2011 (Europe Tour)        | 86.º                      | Reto Hollenstein                              | 247.º    |
| 2011-2012 (America Tour)       | 39.º                      | Patrick Konrad                                | 201.º    |
| 2011-2012 (Europe Tour)        | 29.º                      | Robert Vrečer                                 | 16.º     |
| 2012-2013 (Europe Tour)        | 90.º                      | Dominik Hrinkow                               | 448.º    |
| 2012-2013 (Asia Tour)          | 49.º                      | Daniel Biedermann                             | 133.º    |
| 2013-2014 (Europe Tour)        | 55.º                      | Fabian Schnaidt                               | 224.º    |
| 2013-2014 (Asia Tour)          | 28.º                      | Fabian Schnaidt                               | 44.º     |
| 2015 (Europe Tour)             | 44.º                      | Víctor de la Parte                            | 25.º     |
| 2015 (Asia Tour)               | 59.º                      | Víctor de la Parte                            | 154.º    |
| 2016 (Europe Tour)             | 53.º                      | Patrick Schelling                             | 203.º    |
| 2017 (Asia Tour)               | 47.º                      | Patrick Schelling                             | 71.º     |
| 2017 (Europe Tour)             | 43.º                      | Fabian Lienhard                               | 117.º    |
| 2018 (Asia Tour)               | 66.º                      | Patrick Schelling                             | 173.º    |
| 2018 (Europe Tour)             | 25.º                      | Patrick Schelling                             | 82.º     |
| 2019 (Europe Tour)             | 30.º                      | Patrick Schelling                             | 187.º    |
| 2020 (Europe Tour)             | 39.º                      | Alexis Guérin                                 | 270.º    |
| 2021 (Europe Tour)             | 37.º                      | Roland Thalmann                               | 263.º    |
| 2022 (Europe Tour)             | 38.º                      | Alexis Guérin                                 | 300.º    |

Tras discrepancias entre la UCI y los organizadores de las Grandes Vueltas, en 2009 se tuvo que refundar el UCI ProTour en una nueva estructura llamada UCI World Ranking, formada por carreras del UCI World Calendar; el equipo siguió siendo de categoría Profesional Continental pero tuvo derecho a entrar en ese ranking el primer año por adherirse al pasaporte biológico.
| Año  | Clasificación por equipos | Mejor corredor en la clasificación individual | Posición |
| 2009 | -                         | -                                             | -        |

## Palmarés
Para años anteriores, véase Palmarés del Team Vorarlberg

### Palmarés 2025

#### Circuitos Continentales UCI
| Fechas       | Circuito             | Carreras                                 | Ganador            |
| 1 de junio   | UCI Europe Tour 2025 | 4.ª etapa del Tour de Alta Austria       | Jannis Peter       |
| 6 de junio   | UCI Europe Tour 2025 | 1.ª etapa del Tour de Malopolska         | Alexander Konychev |
| 8 de junio   | UCI Europe Tour 2025 | Tour de Malopolska                       | Alexander Konychev |
| 17 de agosto | UCI Europe Tour 2025 | 4.ª etapa del Tour de la República Checa | Jannis Peter       |

## Plantilla
Para años anteriores véase:Plantillas del Team Vorarlberg

### Plantilla 2025
| Nombre             | Nacimiento | Nacionalidad | Equipo 2024                   |
| Dominik Amann      | 12/02/1999 | Austria      | Team Vorarlberg               |
| Pirmin Benz        | 26/11/2000 | Alemania     | Team Vorarlberg               |
| Liam Crowley       | 02/04/2002 | Irlanda      | Neo (UCD Dublin)              |
| Kilian Feurstein   | 06/06/2003 | Austria      | Team Vorarlberg               |
| Daniel Geismayr    | 28/08/1989 | Austria      | Team Vorarlberg Santic (2020) |
| Alexander Konychev | 25/07/1998 | Italia       | Team Vorarlberg               |
| Lukas Meiler       | 14/02/1995 | Alemania     | Team Vorarlberg               |
| Laurin Nenning     | 25/09/2004 | Austria      | Team Vorarlberg               |
| Jannis Peter       | 30/10/2000 | Alemania     | Team Vorarlberg               |
| Félix Stehli       | 18/10/2000 | Suiza        | Team Vorarlberg               |
| Colin Stüssi       | 04/06/1993 | Suiza        | Team Vorarlberg               |
| Emanuel Zangerle   | 24/09/2000 | Austria      | Team Felt Felbermayr          |